# Kitsune

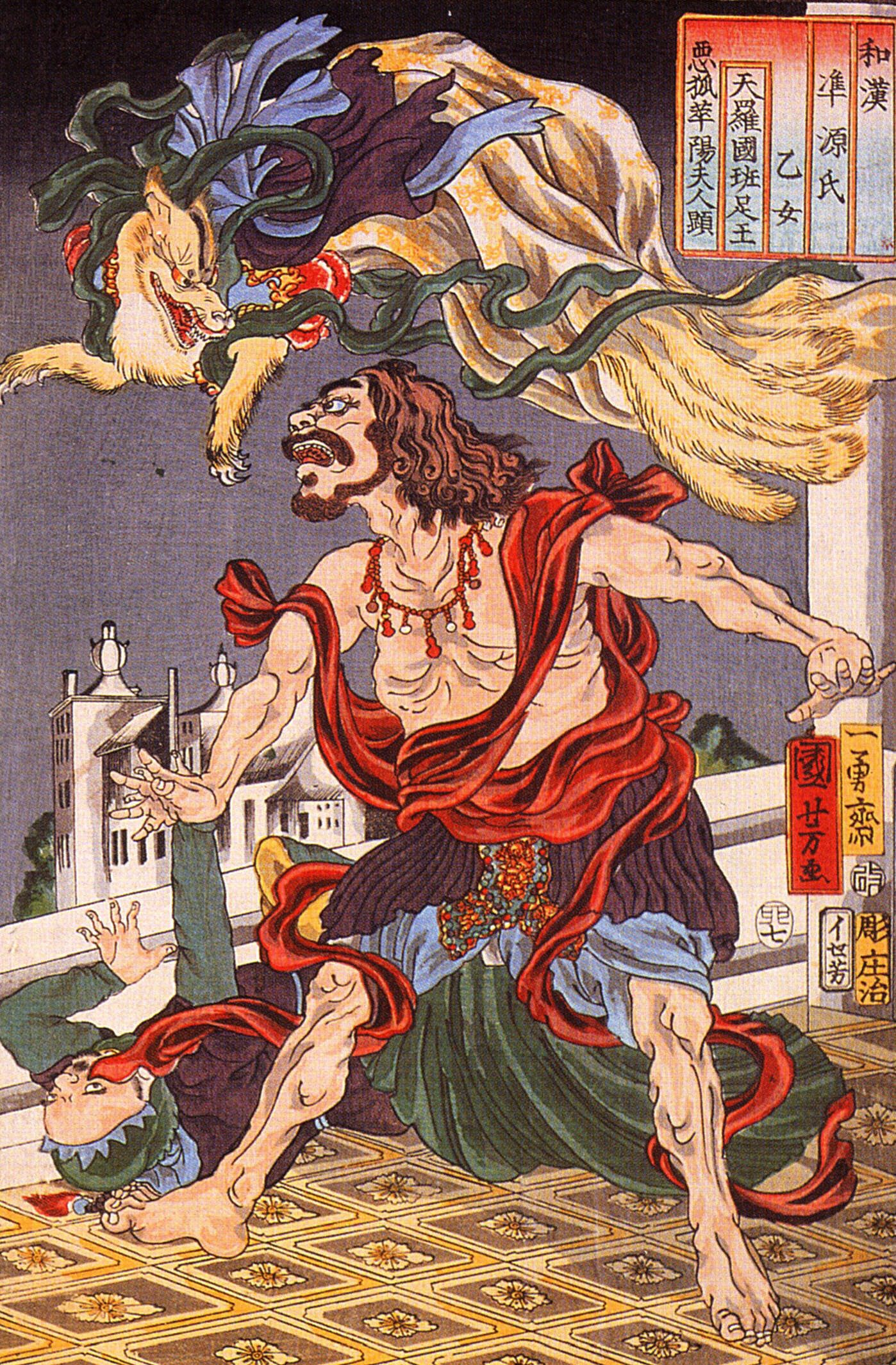
El Príncipe Hanzoku, aterrorizado por un zorro de nueve colas. Impresión de Utagawa Kuniyoshi.

La palabra japonesa kitsune (狐 Ja-Kitsune.ogaⓘ?) significa «zorro», animal que constituye un elemento de singular importancia en el folclore japonés, hasta el punto en que dicha palabra se utiliza tradicionalmente para nombrar a aquel espíritu del bosque con forma de zorro, cuya función clásica es la de proteger bosques y aldeas. Según la mitología japonesa, el zorro es un ser inteligente que posee habilidades mágicas, las cuales se ven incrementadas con la edad y la adquisición de conocimientos. Por lo demás, la edad, la sabiduría y el poder de un kitsune son también mayores a medida que aumenta el número de colas, siendo el más poderoso el kitsune de nueve colas. 
Además, el kitsune está estrechamente asociado al dios sintoísta (kami (神?)) Inari, dios de la fertilidad, de la agricultura, del arroz y de los zorros, tanto como mensajero o sirviente del mismo; estas funciones refuerzan su poder sobrenatural.
Entre sus poderes más sobresalientes se encuentra la capacidad de adoptar la forma humana, concretamente como mujer joven. En algunos cuentos tradicionales, y en general en el folclore, el kitsune se desenvuelve como un ser que aprovecha su metamorfosis para hacer travesuras con las personas; en otras ocasiones, el animal desempeña funciones de fiel guardián, amiga, amante o esposa.
Como consecuencia de todos estos atributos mágicos, al kitsune se le ofrecen ofrendas como si fuera una deidad.
El origen histórico de este papel central del zorro en el folclore japonés está en su convivencia armónica con el ser humano en el Antiguo Japón, de la que se derivó un creciente corpus de leyendas al respecto.
Aunque existen diferentes leyendas o explicaciones, esta es la más confiable.

## Origen

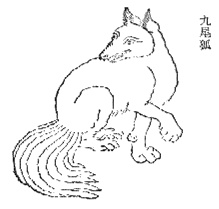
Un zorro de nueve colas, tomado del libro Shan Hai Jing de la China Qing. El espíritu del zorro o huli jing del folclore chino es similar al kitsune.

Las historias que tratan sobre el mito del kitsune provienen tanto de fuentes extranjeras como de ideas nativas japonesas que datan aproximadamente del siglo V a. C. Los mitos relacionados con zorros también aparecen en la cultura china, coreana, griega o de la India. Muchas de estas historias están registradas en el Konjaku Monogatari (今昔物語?), una colección de narraciones chinas, indias y japonesas del siglo XI. Mientras los relatos folclóricos chinos tratan sobre el huli jing, un espíritu de zorro parecido al kitsune que posee nueve colas, en Corea existe el kumiho (zorro de nueve colas), una criatura mitológica que podía vivir hasta mil años. En cada cultura pueden observarse diferencias; por ejemplo, en el caso del kumiho, esta criatura es vista como un ser maligno, opuesto a su contraparte japonesa. No obstante, eruditos como Ugo A. Casal sugieren que las similitudes entre las distintas versiones permiten concluir que los mitos de los zorros tuvieron su origen en fuentes indias como el Hitopadesha (siglo XII d. C.). Otros análisis coinciden en que el kitsune está basado en el Pañcha tantra (India, siglo III a. C.), que a su vez deriva de una adaptación de las Fábulas de Esopo (Grecia, siglo VI a. C.), las cuales fueron difundidas a China y Corea, y en última instancia a Japón.
En contraste, el folclorista japonés Kiyoshi Nozaki argumenta que el kitsune japonés adquirió atributos positivos alrededor del siglo IV, y que solamente en China y Corea se presentaron atributos negativos. Basándose en una colección de libros del siglo XVI titulada Nihon Ryakki, Nozaki averiguó que los zorros y los humanos vivían muy correlacionados en el antiguo Japón, dando como resultado la aparición de leyendas indígenas sobre los kitsune. La investigadora Karen Smyers, especialista en el mito del dios Inari, menciona que la idea del zorro como un ser seductor ante el ser humano, y la conexión de los mitos del zorro en el budismo, fue incorporada al folclore japonés por medio de los relatos chinos, aunque sostiene también que algunas historias de zorros contienen elementos únicos de la cultura japonesa.

### Etimología

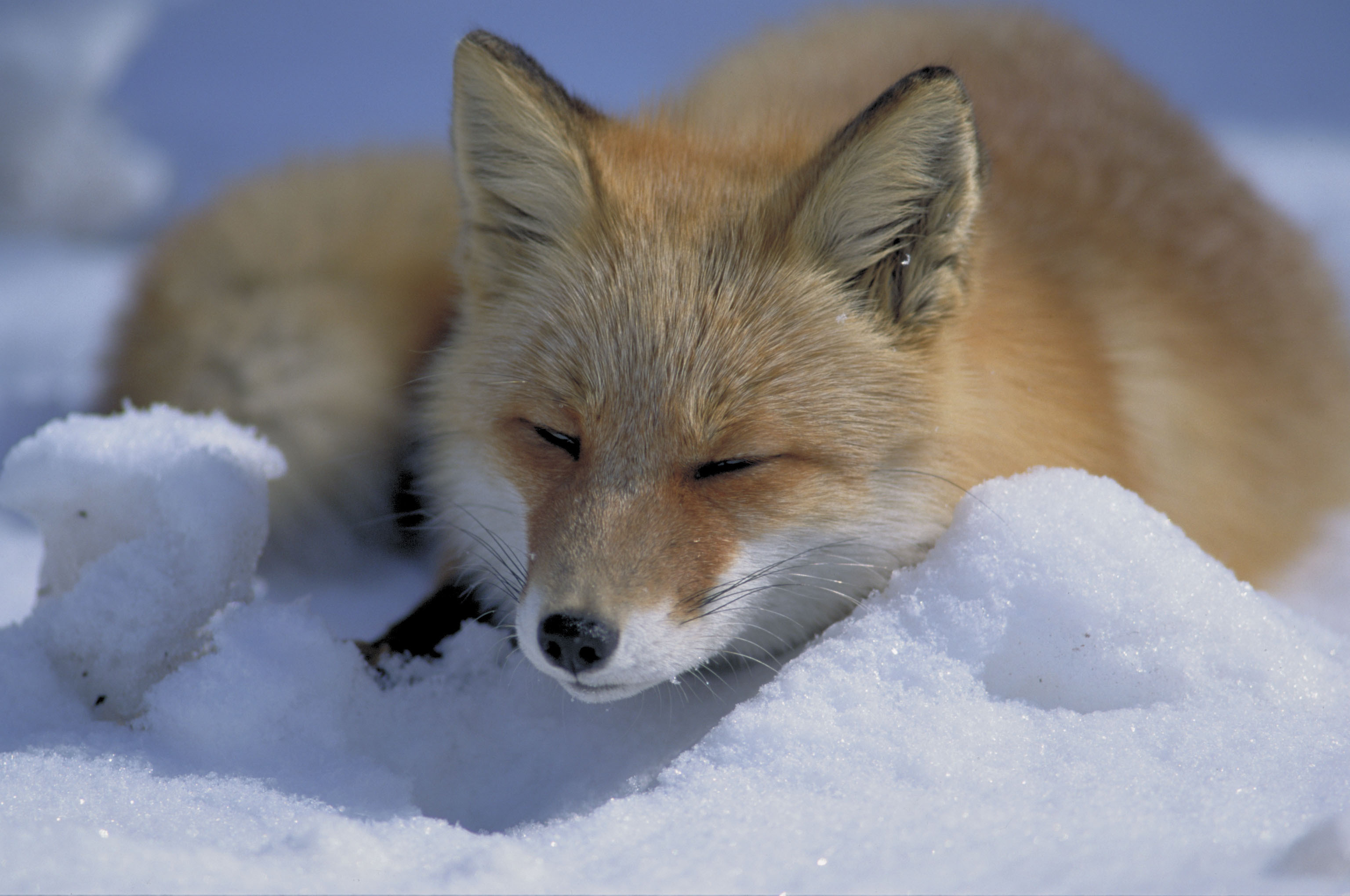
Japón es hogar de dos subespecies de zorro rojo: el zorro de Hokkaido (Vulpes vulpes schrencki, en la imagen), y el zorro rojo japonés (Vulpes vulpes japonica).

Según Nozaki, la palabra kitsune era originalmente una onomatopeya: Kitsu representaba el aullido del zorro, y Ne es una expresión afectiva. Esta última palabra fue usada por Nozaki como evidencia de una tradición establecida y de origen propio de la benevolencia del zorro en el folclore japonés. Eventualmente, el uso de Kitsu para representar al zorro tomó un sentido arcaico, dado que el aullido del zorro ahora es representado como kon kon o gon gon.
Una de las historias más antiguas que se conoce acerca de los kitsune explicaba la etimología popular más conocida para la palabra kitsune; no obstante, hoy ya está refutada. A diferencia de la mayoría de las historias en las que los kitsune que se transformaban en humanos y se casaban con varones, esta historia en particular no terminaba de manera trágica:

Ono, un habitante de Mino (tomado de una antigua leyenda japonesa del 545), pasaba las estaciones buscando su ideal de belleza femenina. Una tarde la conoció en un vasto páramo y se casó con ella. Simultáneamente con el nacimiento de su hijo, Ono adquirió un cachorro de perro y a medida que crecía se volvía más y más hostil con la mujer del páramo. Ella suplicó a su esposo que lo matara, pero él se negó. Un día, el perro la atacó con tanta furia que ella perdió el coraje, se convirtió en un zorro, saltó el cerco y huyó.

"Tú puedes ser un zorro", le dijo entonces Ono, "pero eres la madre de mi hijo y yo te amo. Regresa cuando puedas; tú siempre serás bienvenida".

Así, cada tarde, ella se escabulliría a la casa y dormía en sus brazos.

Como el zorro regresaba con su esposo cada noche como una mujer, pero lo abandonaba en la mañana como un zorro, es llamado Kitsune. En japonés clásico, kitsu-ne significa "venir y dormir" y ki-tsune significa "venir siempre".

## Características
Los kitsune son conocidos por poseer una inteligencia superior, una larga vida y poderes mágicos. Son un tipo de yōkai, o entidad espiritual, y la palabra kitsune es a veces traducida como «espíritu de zorro». Sin embargo, esto no quiere decir que los kitsune sean fantasmas, ni tampoco que sean fundamentalmente diferentes a los zorros comunes. La palabra «espíritu» es usado para reflejar un estado de conocimiento o iluminación, ya que todos los zorros con larga vida adquieren poderes sobrenaturales.
Existen dos clases comunes de kitsune. Los zenko son zorros benevolentes y celestiales asociados con el dios Inari; ellos son simplemente llamados zorros de Inari. En cambio, los yako (literalmente, «zorros de campo») son salvajes, tienden a ser traviesos e inclusive malvados. Las tradiciones locales añaden otras clases de kitsune. Por ejemplo, un ninko es un espíritu de zorro invisible que los humanos solo podían percibir cuando eran poseídos por él. Otra tradición clasifica a los kitsune en trece tipos definidos por la clase de habilidades sobrenaturales que posea el kitsune.
Físicamente, los kitsune sobresalen por su cantidad de colas, de las que llegan a tener hasta un máximo de nueve. Generalmente, un gran número de colas indica a un zorro más longevo y más poderoso; de hecho, algunas narraciones populares mencionan que un zorro tendrá colas adicionales cuando haya alcanzado los mil años. En las historias son comunes los kitsune de una, cinco, siete y nueve colas. Cuando un kitsune obtiene su novena cola, su pelaje se vuelve blanco o dorado. Los zorros de nueve colas o kyūbi no kitsune tienen la habilidad de ver y oír cualquier suceso que ocurra en el mundo. Otras historias le atribuyen sabiduría infinita, esencialmente omnisciente.

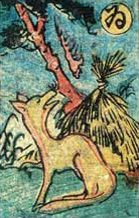
Un obake karuta (tarjeta de monstruos) de comienzos del mostrando un kitsune. El juego involucraba comparar pistas de historias folklóricas a cada dibujo de la criatura.

Un kitsune puede tomar forma humana, una habilidad que se aprende a cierta edad —usualmente a los 100 años, aunque otras historias mencionan que a los 50 años. Como un requisito para la transformación, el zorro se debe poner juncos, una hoja de gran tamaño o una calavera sobre su cabeza. Las formas que puede asumir el kitsune son de mujeres hermosas, chicas jóvenes o de hombres ancianos. Estas formas no estaban limitadas por la edad o por el género del zorro, inclusive un kitsune puede duplicar la apariencia de una persona en específico. Los kitsune son particularmente conocidos por convertirse en bellas mujeres. Había una creencia popular en el Japón medieval en la que si se encontraba una mujer solitaria, especialmente al anochecer o durante la noche, podía ser un zorro.
En algunas historias, los kitsune tienen dificultad en esconder sus colas cuando se transforman en seres humanos; la aparición de la cola, cuando el zorro se emborrachaba o se descuidaba, es una forma habitual de descubrir la verdadera identidad de la criatura. Otras formas de descubrir la identidad de los kitsune eran que como seres humanos aún tenían rasgos parecidos al zorro, también les cubre un pelaje fino, tienen una sombra en forma de zorro, o su propio reflejo revelaba su identidad. El término kitsune-gao (literalmente "cara de zorro") se refiere a las mujeres que tienen una cara angosta con ojos muy juntos, cejas delgadas y pómulos salientes. Tradicionalmente, esta estructura facial es considerada atractiva, y en algunas historias se le atribuyen a los zorros con forma humana. Los kitsune tienen fobia y desprecio a los perros, inclusive en su forma humana, y algunos se turban ante su presencia al punto que se convierten en zorros y huyen. También una persona devota puede ser capaz de ver la identidad del zorro inmediatamente.
Una historia popular ilustra estas imperfecciones en los kitsune convertidos en humanos; relataba acerca de Koan, un personaje histórico que poseía la sabiduría y los poderes mágicos como vidente. Según esta historia, él estaba en la casa de uno de sus devotos cuando se quemó su pie al entrar al baño debido a que el agua estaba muy caliente. Entonces, "en su angustia, él se escapó del baño desnudo. Cuando la gente de la casa lo vio, ellos estaban pasmados cuando observaron que Koan poseía un pelaje que cubría gran parte de su cuerpo y le sobresalía una cola de zorro. Entonces Koan se transformó en frente de ellos, convirtiéndose en un zorro anciano y huyó."
Otras habilidades sobrenaturales que se le atribuyen comúnmente al kitsune incluyen la posesión, la aparición de fuego o luz en la boca o en las colas (son conocidos como kitsune-bi; literalmente «zorro de fuego»), la manifestación voluntaria en los sueños de otros, la capacidad de volar, invisibilidad, y creación de ilusiones bien elaboradas que son casi indistinguibles de la realidad. En algunas historias se menciona al kitsune con poderes más grandiosos, como curvar el tiempo y el espacio, volver locas a las personas, o tomar formas fantásticas como un árbol de considerable altura o una segunda luna en el cielo. Otros kitsune tienen características similares a los vampiros o los súcubos y se alimentan de la energía vital o del espíritu de los seres humanos, generalmente a través del contacto sexual.

### Kitsunetsuki

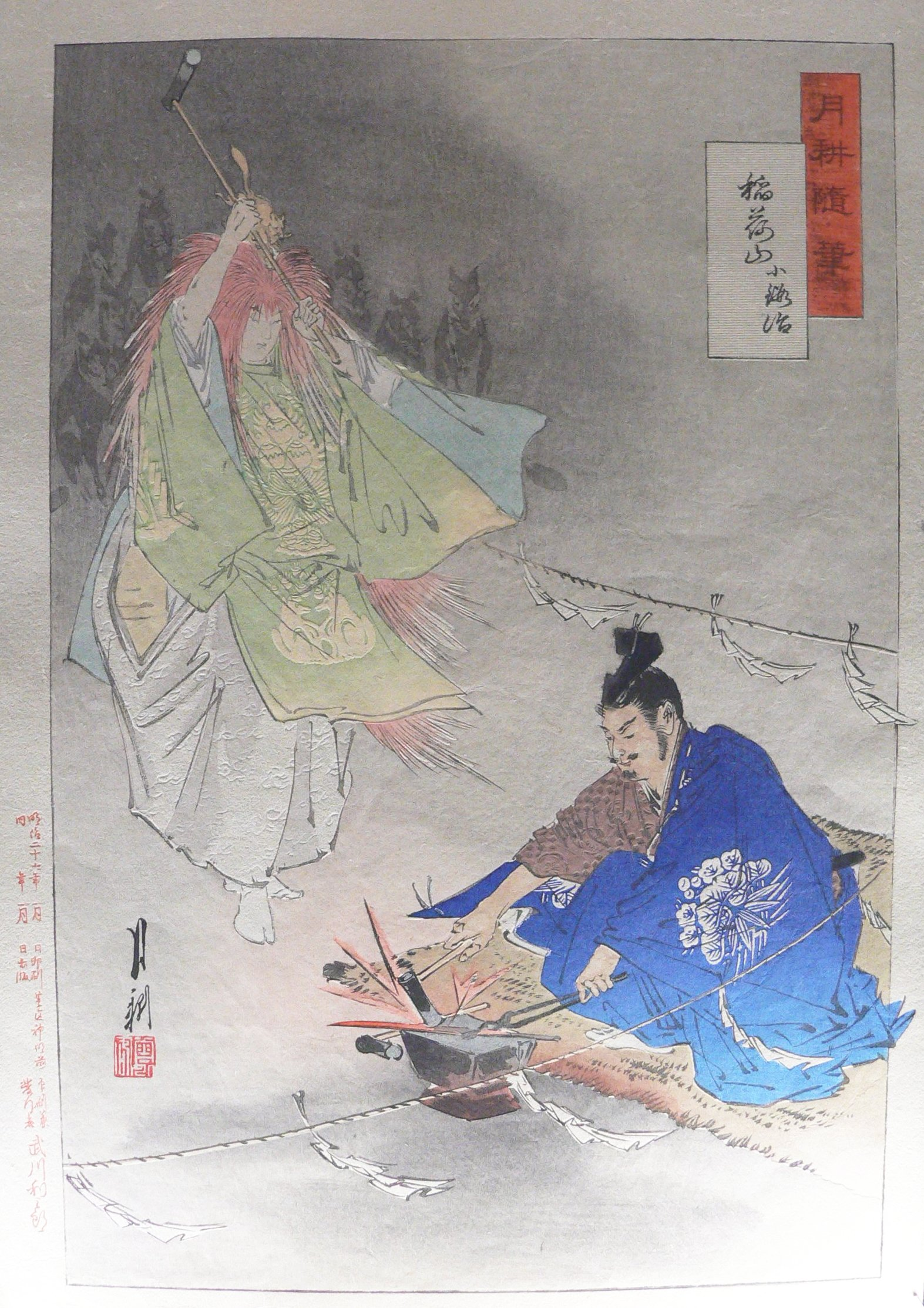
El kami Inari (izquierda) y sus sirvientes zorro (al fondo) ayudan al herrero Munechika (derecha) a forjar la espada ko-kitsune-maru (Pequeño Zorro) al final del. La leyenda es el argumento del drama nō Sanjo Kokaji.

El kitsunetsuki (狐憑き o 狐付き?) literalmente significa «el estado de estar poseído por un zorro». La víctima es principalmente una mujer joven, en la que el zorro entra debajo de sus uñas o a través de sus senos para alimentarse de su energía vital y hacerse más fuerte. En algunos casos, la expresión facial de la víctima cambia de una forma que es parecida a la de un zorro. La tradición japonesa menciona que la posesión por un zorro puede hacer que, si la víctima es analfabeta, tenga la habilidad temporal de leer.
El folklorista Lafcadio Hearn describe la condición de ser poseído por un kitsune en su primer volumen de su libro Glimpses of Unfamiliar Japan:

Es extraña la locura de estos cuando los zorros demonio se introducen. Algunas veces ellos corren chillando a través de las calles. Algunas veces ellos se acuestan y les sale espuma en la boca, y aúllan como zorros. Y en una parte del cuerpo del poseído aparece sobre la piel una protuberancia que se mueve, y que se nota que tiene vida propia. Si se lo pincha con una aguja, esta se desliza a otro lugar. Si no se puede agarrar, debe ser tomada con firmeza con una mano fuerte y que no se escape entre los dedos. Las historias de posesión indican que los poseídos hablan y escriben en idiomas que no conocían antes de ser poseídos. Comen solo lo que les gustan los zorros —tofu, aburagé, azukimeshi, etc.— y comen bastante, alegando que no son ellos, sino que los zorros que los poseen están hambrientos.

Cabe anotar que, al liberarse de la posesión, la víctima no será capaz de comer tofu, azukimeshi, u otra comida que agrade a los zorros.
El exorcismo, a veces realizado en un santuario de Inari, puede inducir a un zorro a abandonar su huésped. En el pasado, cuando no era posible el exorcismo con métodos benevolentes o si no se disponía de un monje, las víctimas del kitsunetsuki eran golpeados o quemados para forzar el abandono del espíritu. Familias enteras eran condenadas al ostracismo en sus comunidades si tenían a un miembro de la familia poseído por un zorro.
En Japón, el kitsunetsuki era considerado una enfermedad desde la era Heian y permaneció como un diagnóstico común de una enfermedad mental hasta comienzos del siglo XX. La posesión fue la explicación para la conducta anormal mostrada para las aflicciones individuales. A finales del siglo XIX, el doctor Shunichi Shimamura afirmó que las enfermedades físicas que causaban fiebre eran a veces consideradas kitsunetsuki; la creencia había perdido apoyo, pero las historias de posesiones por zorro aún aparecían en los periódicos y en los medios de comunicación. Una de las más conocidas involucraba afirmaciones de que los miembros del culto Aum Shinrikyo estaban poseídos.
En la medicina, el kitsunetsuki es una psicosis étnica única en la cultura japonesa. Aquellos que sufren la condición creen ser poseídos por un zorro. Los síntomas incluyen ansias por el arroz o frijoles rojos dulces, apatía, inquietud y aversión al contacto ocular. El kitsunetsuki es similar pero distinto de la licantropía clínica.

### Hoshi no tama

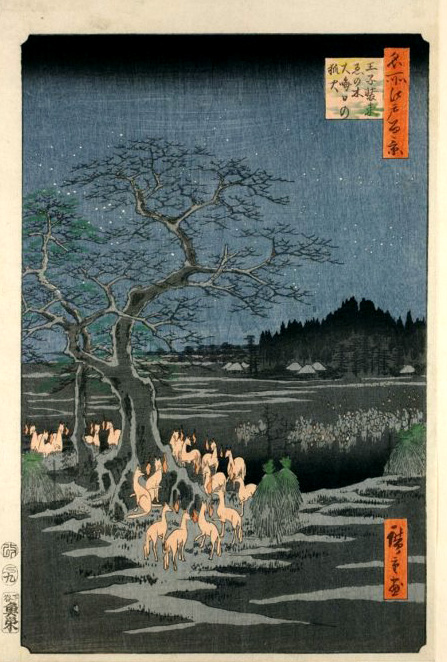
Un grupo de kitsune comunes reunidos con un grupo de kitsune-bi (zorros de fuego) cerca de Edo. Pintura de Hiroshige.

Las descripciones de los kitsune o de sus víctimas poseídas pueden hacer aparecer esferas blancas redondas o de forma similar a la cebolla, llamadas hoshi no tama (星の玉 «esferas de estrella»?). Las leyendas describen que resplandecen con los kitsune-bi o zorros de fuego. Algunas historias las identifican como joyas o perlas mágicas. Cuando no están en su forma humana o en una posesión con un humano, un kitsune mantiene el hoshi no tama en su boca o lo lleva en su cola. Las joyas son un símbolo que identifica al dios Inari, y son raras las representaciones de los zorros sagrados de Inari sin su hoshi no tama.
Existe una creencia de que, cuando un kitsune cambia de forma, su hoshi no tama toma una porción de su poder mágico. Otra leyenda es que la perla representa el alma del kitsune; el kitsune moriría si se le separa de él por mucho tiempo. Los que obtienen la esfera pueden ser capaces de obtener una promesa al kitsune a cambio de devolver la esfera al zorro. Por ejemplo, una historia del siglo XII describe a un hombre usando un hoshi no tama de un zorro para pedir un favor:

"¡Maldición!" deliró el zorro. "¡Devuélveme mi esfera!" El hombre ignoró su súplica hasta que finalmente el zorro dijo llorosamente: "Está bien, tendrás la esfera, pero no sabrás cómo mantenerla. No será nada agradable para ti. Para mí, será una pérdida terrible. Te diré que, si no me la devuelves, seré tu enemigo para siempre. Si me la das, yo seré para ti como un dios protector."

Más tarde, el zorro salva la vida del hombre, cuando se encontró con un grupo de bandidos armados.

## Descripciones

### Sirvientes de Inari

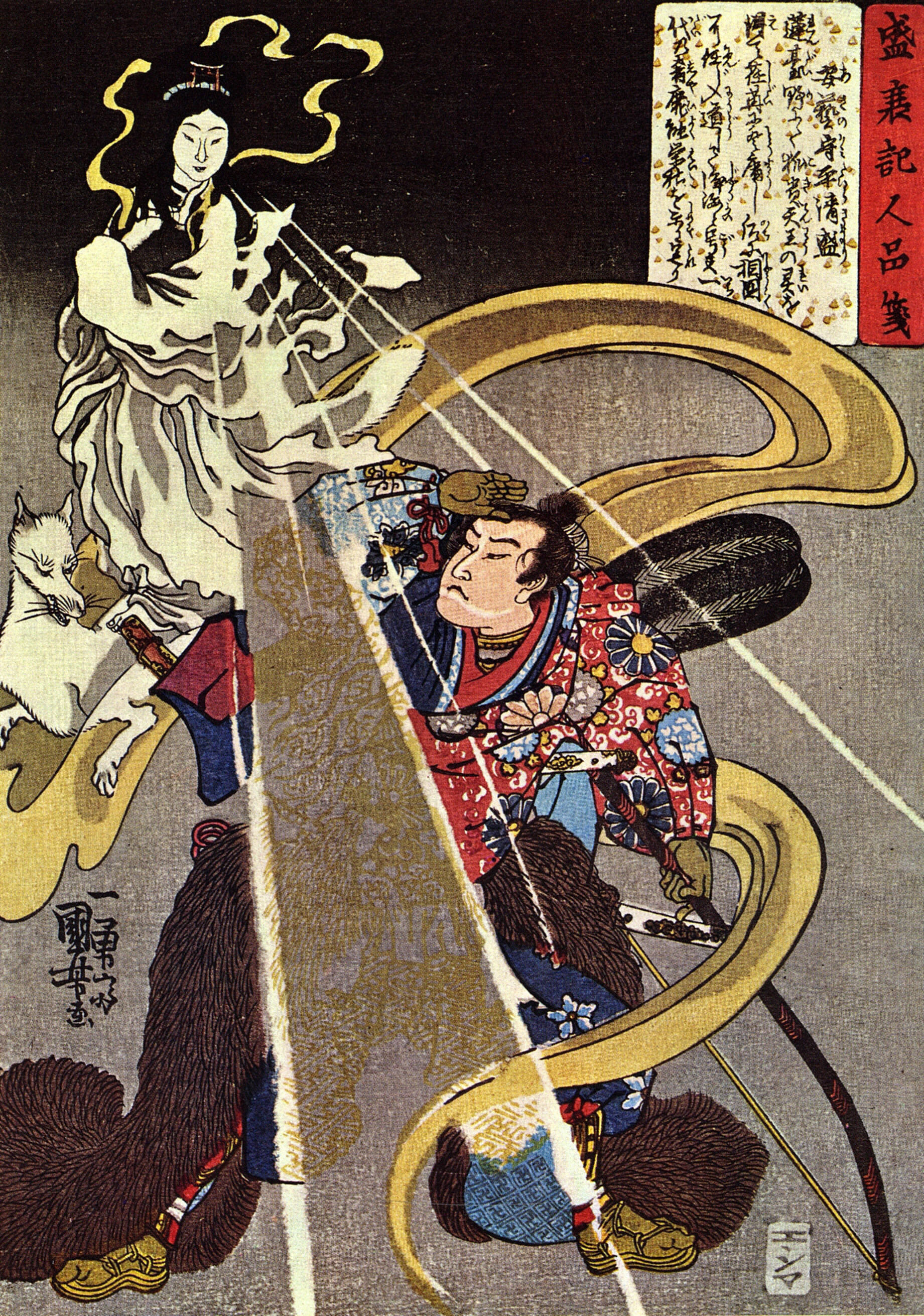
El dios Inari representado como una guerrera. Esta descripción muestra la influencia de la diosa menor budista Dakiniten. Pintura de Utagawa Kuniyoshi.

Los kitsune son asociados con Inari, el dios Shinto del arroz; esta asociación refuerza el significado de los poderes especiales del zorro. Originalmente, los kitsune eran mensajeros de Inari, pero la relación entre ambos ahora es tan confusa que Inari a veces es mostrado como un zorro. Asimismo, santuarios enteros son dedicados al kitsune, donde los devotos le rinden ofrendas. Los espíritus de zorro están interesados particularmente en una especie de tofu frito en rebanadas llamado aburaage, que se encuentra en el kitsune udon y kitsune soba. Igualmente el inarizushi es un tipo de sushi que tomó el nombre de Inari y que consiste en sacos de tofu frito rellenado con arroz. Existe una especulación entre los folkcoristas de que existió otra deidad zorro shinto en el pasado. Los zorros han sido adorados como kami.
Los kitsune de Inari son blancos, un color de buen presagio. Poseen el poder de ahuyentar el mal, y a veces sirven como guardianes espirituales. Además de proteger los santuarios de Inari, son invocados para intervenir en nombre de los lugareños y particularmente para ayudar contra los problemáticos nogitsune. Los zorros negros y los zorros de nueve colas también son considerados buenos presagiadores.
Según las creencias derivadas del fusui (feng shui), el poder que el kitsune ejerce sobre el mal puede representarse en una estatua de zorro capaz de disipar la energía o kimon maligno que fluye desde el noreste. En muchos santuarios de Inari, como el famoso santuario Fushimi Inari en Kioto, existen dichas estatuas, a veces en gran número.
Los kitsune están conectados con el budismo a través de Dakiniten, una diosa menor que se combina con el aspecto femenino de Inari. Dakiniten es representada como un bodhisattva femenino portando una espada y cabalgando un zorro volador de color blanco.

### Embaucadores

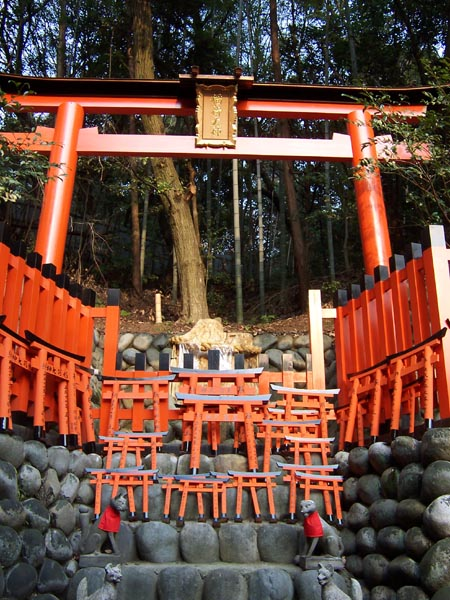
El santuario Fushimi Inari en Kioto posee numerosas estatuas de kitsune.

Los kitsune en ocasiones se presentan como embaucadores, con variaciones que van desde los seres traviesos hasta los malévolos. Las leyendas cuentan que los kitsune traviesos atacaban a los samurái demasiado orgullosos, comerciantes codiciosos y plebeyos pretenciosos, mientras que los más malvados abusaban de los comerciantes pobres y granjeros, o de los monjes budistas devotos. Sus víctimas eran usualmente varones, ya que a las mujeres eran poseídas. Por ejemplo, los kitsune idean usar los kitsune-bi para llevar a los viajeros por un camino errado como una forma de fuego fatuo. Otra táctica del kitsune es confundir a su objetivo con ilusiones o visiones. Otro truco usado por los kitsune embaucadores incluyen la seducción, robo de comida, humillación del arrogante o venganza con insultos.
Existe un juego tradicional llamado kitsune-ken («puño del zorro») que da testimonio del poder del kitsune sobre los seres humanos. El juego es similar al piedra, papel o tijeras, pero las tres posiciones de la mano significan un zorro, un cazador y un jefe de la villa. El jefe de la villa gana al cazador porque lo supera en rango; el cazador gana al zorro porque le dispara; el zorro gana al jefe de la villa, pues lo hechiza.
Estas descripciones ambiguas, junto con su reputación para los vengativos, motivaron a la gente a descubrir los motivos de la problemática de los zorros. En un caso, Toyotomi Hideyoshi, quien fue el daimio que unificó Japón a finales del siglo XVI, escribió una carta al dios Inari:

A Inari Daimyojin, 

Mi señor, tengo el honor de informarle que uno de los zorros que está bajo su jurisdicción ha hechizado a una de mis sirvientas, causándola a ella y a otros una serie de problemas. Haga el favor de tomar unos minutos en consultar el tema, y procure encontrar la razón de por qué su súbdito se comporta mal y me haga conocerla.

Si el zorro no tiene un motivo adecuado para su conducta, quedará bajo arresto y se le castigará inmediatamente. Si usted vacila en tomar una acción en este tema, ordenaré la destrucción de cada zorro en el país. Cualquier otro asunto sobre el que se desee informar o en referencia a lo que haya ocurrido, puede consultarlo al sumo sacerdote de Yoshida.

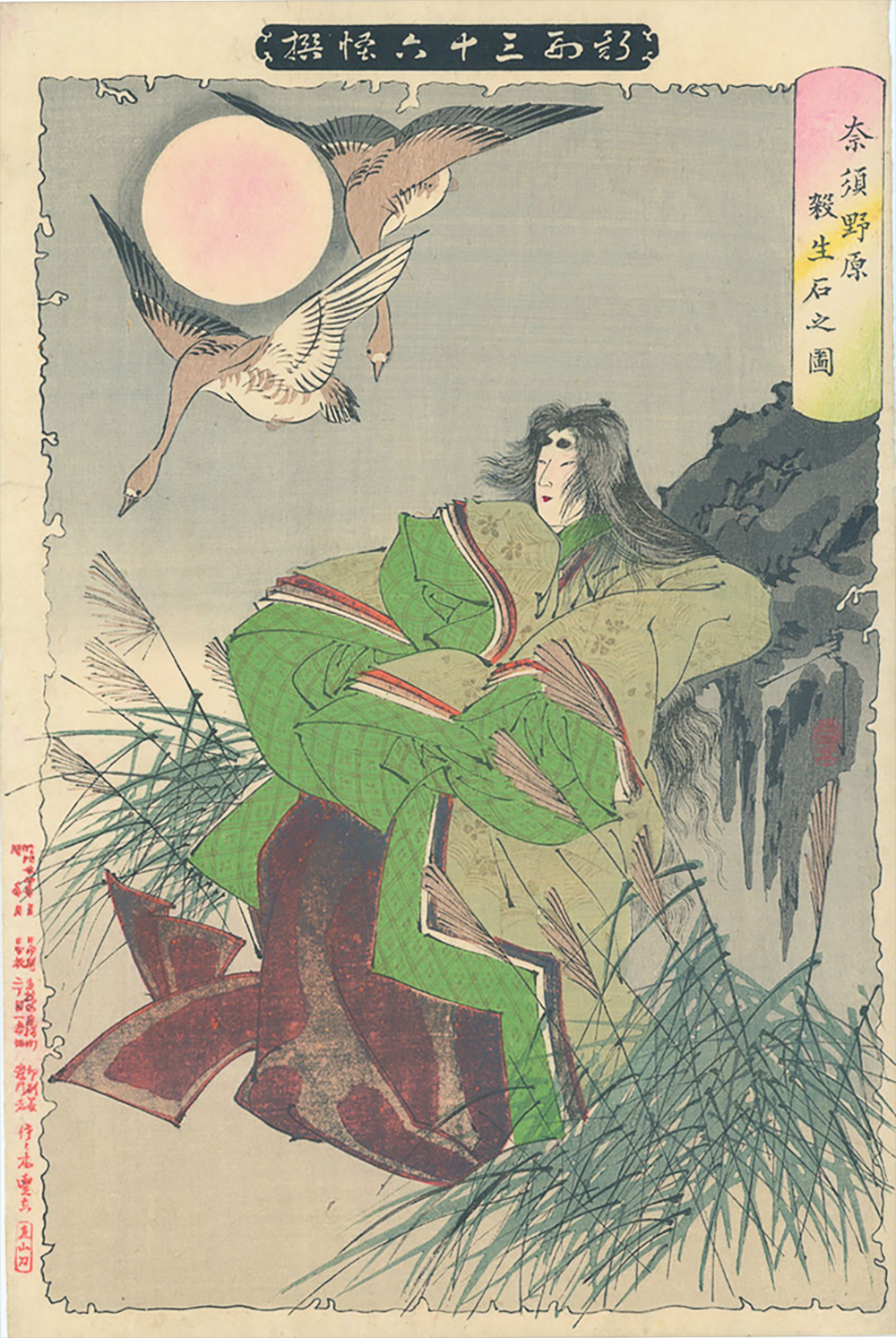
Tamamo-no-Mae, un legendario kitsune que ha aparecido en obras de nō y kyōgen. Pintado por Yoshitoshi.

Los kitsune mantienen sus promesas y se esfuerzan por pagar cualquier favor. Ocasionalmente un kitsune se enfoca especialmente en una persona o familia, a la que pueden causar toda clase de travesuras. En una historia del siglo XII, solo la amenaza de exterminarlos por parte del dueño de una casa consigue persuadirlos de comportarse bien. El patriarca de los kitsune apareció en los sueños del hombre:

"Mi padre vivió aquí antes que yo, señor, y ahora yo tengo muchos hijos y nietos. Ellos hacen muchas travesuras, estoy asustado, y yo siempre les pido detenerse, pero ellos no prestan atención. Y ahora, señor, usted razonablemente se ha hartado de nosotros. Comprendo que usted nos vaya a matar a todos. Pero solo quiero que sepa, señor, cuánto lamento que esta sea nuestra última noche con vida. ¿No podría perdonarnos, una vez más? Si nosotros creamos problemas otra vez, entonces usted podrá hacer lo que mejor convenga. Pero los jóvenes, señor —estoy seguro que ellos entenderán cuando yo les explique por qué usted está tan alterado. Haremos cualquiera cosa, nosotros podemos protegerlo de ahora en adelante, solo con que nos perdone, ¡y estaremos seguros de hacerle saber a usted cualquier cosa buena que pueda ocurrir!"

Otros kitsune usan sus poderes mágicos para el beneficio de su compañero o huésped a condición de que el ser humano lo trate con respeto. Como yōkai, sin embargo, los kitsune no comparten la moralidad humana, y un kitsune establecido en una casa a su estilo, por ejemplo, se llevará el dinero del huésped o artículos que han sido robados de las casas vecinas. Como consecuencia, las familias comunes pensaban que los kitsune protegidos debían ser tratados con sospecha. Extrañamente, las familias de samurái tenían privilegios de compartir la misma disposición que los kitsune, pero estos zorros eran considerados myōbu y usaban su magia como signo de prestigio. Las casas abandonadas eran guaridas comunes para los kitsune. Una historia del siglo XII cuenta que un ministro que se mudó a una vieja mansión descubrió una familia de zorros viviendo en ella. Ellos intentaron asustarlo, reclamando que la casa "había sido nuestra por muchos años, y […] nosotros deseamos protestar enérgicamente." El hombre se negó, y los zorros se resignaron a mudarse a un lote abandonado cercano.
Las historias distinguían los regalos del kitsune de los pagos al kitsune. Si un kitsune ofrecía un pago o recompensa que incluía dinero o bienes materiales, parte o todo el pago consistiría de papel viejo, hojas, ramitas, piedras u objetos similares sin valor que están bajo un hechizo que los hace aparentar como bienes con valor. Los verdaderos regalos del kitsune eran usualmente intangibles, como la protección, conocimiento o larga vida.

### Esposas y amantes

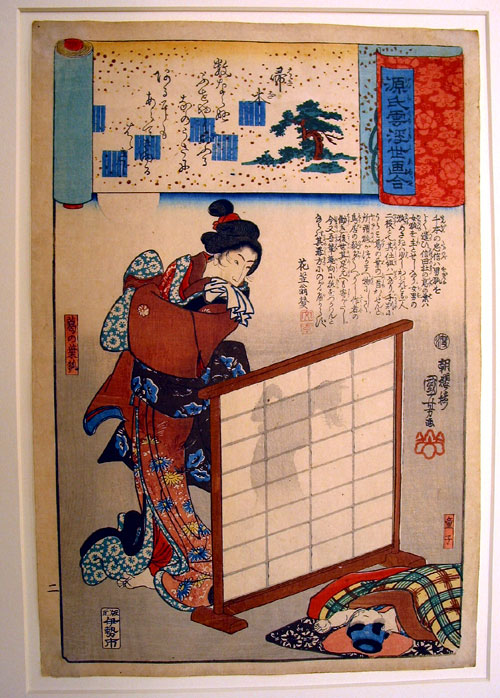
El kitsune Kuzunoha muestra una sombra en forma de zorro aún transformado como humano. Kuzunoha es una figura famosa en el folclore y es un personaje en el kabuki. Pintura de Utagawa Kuniyoshi.

Los kitsune son muy conocidos como amantes, usualmente en historias que involucran un joven varón y un kitsune que toma la forma de una mujer. Los kitsune pueden ser seductores, pero estas historias ofrecen un aspecto más romántico. Típicamente, el hombre joven desconoce que se casa con un zorro, quien se muestra como una esposa devota. El hombre eventualmente descubre la verdadera identidad del zorro, y la esposa es forzada a dejarlo. En algunos casos, el esposo despierta de un sueño, con inmundicia, desorientado y lejos del hogar. Él debe entonces regresar a confrontar a su abandonada familia deshonrada.
Muchas historias presentan a las esposas zorro teniendo hijos. Si los hijos son humanos, heredan cualidades físicas especiales o sobrenaturales. El onmyōji Abe no Seimei era conocido por haber heredado dichos poderes extraordinarios.
Otras historias muestran a los kitsune casándose con otros. Cuando llueve con un cielo despejado, es llamado a veces kitsune no yomeiri o «la boda del kitsune», en referencia a una leyenda que describía a una boda entre estas criaturas que ocurrió durante dicha lluvia. El evento es considerado un buen augurio, pero los kitsune obtendrán venganza de cualquiera que no haya sido invitado.

### En la ficción
En el folclore japonés, los kitsune han aparecido en numerosas obras japonesas. Muchas obras de nō, kyōgen, bunraku y kabuki se derivan de los cuentos tradicionales de los kitsune, de igual modo en los trabajos contemporáneos como el manga, anime y videojuegos. Algunos kitsune famosos son el Kyubi de Naruto, Ninetales y Zoroark de Pokémon, y el demonio zorro Kurama de Yu Yu Hakusho. En el ámbito de los videojuegos, Luigi posee una forma de zorro conocida como Kitsune Luigi en New Super Mario Bros. 2 y Super Mario 3D Land, mientras que en The Legend of Zelda: Majora's Mask Link usa la Máscara de Keaton para encontrarse con un zorro amarillo de tres colas. Los autores occidentales de obras de ficción han empezado a usar las leyendas de los kitsune. A pesar de que las representaciones varían considerablemente con respecto a las historias folclóricas, los kitsune son generalmente descritos como seres sabios, astutos y poderosos.
Nota: esta lista no pretende ser exhaustiva de modo alguno. Simplemente, muestra algunos de los ejemplos más significativos relacionados con la cultura popular del kitsune.
- Kuzunoha, madre de Abe no Seimei, es un kitsune muy conocido como protagonista en obras del teatro tradicional japonés. Es el personaje principal en la obra de kabuki y bunraku de cinco partes Ashiya Dōman Ōuchi Kagami. En la cuarta parte Kuzunoha o el zorro del bosque de Shinoda, es a veces representado independientemente de las otras escenas y muestra el descubrimiento de la identidad real de Kuzunoha y su posterior despedida de su esposo e hijo.[68][69]

- Tamamo-no-Mae es el personaje del drama nō Sesshoseki y de las obras de kabuki y kyōgen Tamamonomae. Tamamo-no-Mae ha cometido maldades en India, China y Japón pero es descubierta y muere. Su espíritu se transforma en una "piedra asesina", de donde toma el título de la obra. Ella eventualmente recibe la redención del monje budista Gennō.[70][71][72]

- Genkurō es un kitsune conocido por su devoción filial. En la obra dramática de bunraku y kabuki Yoshitsune Sembon Zakura, la amante del samurái Minamoto no Yoshitsune, Shizuka Gozen obtuvo un pequeño tambor o tsuzumi hecho con la piel de los padres de Genkurō. El zorro adquiere la forma humana y se convierte en servidor de Yoshitsune, Satō Tadanobu, pero es revelada su identidad. El kitsune explica que el escuchaba la voz de sus padres cuando el tambor era golpeado. Yoshitsune y Shizuka le dan el tambor, y por ende Genkurō le da a Yoshitsune protección mágica.[73][61][74]

### Netsuke
Los kitsune son uno de los motivos más frecuentes en el netsuke, pequeños objetos tallados originalmente hechos para abrochar los sacos que se ponen en las fajas de las prendas de vestir, ya que estas no tienen bolsillos. El netsuke se convirtió en una forma de arte que se dio a conocer a partir de descripciones en los cuentos populares y las obras teatrales.